# Епархия Наньяна

Епархия Наньяна (лат. Dioecesis Naniamensis) — епархия Римско-Католической церкви c центром в городе Наньян, Китай. Епархия Наньяна входит в митрополию Кайфэна. Кафедральным собором епархии Наньяна является собор святого Иосифа.

## История
В 1844 году Святой Престол учредил апостольский викариат Хэнаня. В 1869 году апостольский викариат Хэнаня передал часть своей территории для возведения апостольского викариат Северного Хэнаня (сегодня — Епархия Цзисяня).
28 августа 1882 года апостольский викариат Хэнаня передал часть своей территории в пользу возведения новой апостольской префектуры Западного Хэнаня (сегодня — Епархия Чжэнчжоу) и одновременно был переименован в апостольский викариат Южного Хэнаня.
21 сентября 1916 года апостольский викариат Южного Хэнаня передал часть своей территории новому апостольскому викариату Восточного Хэнаня (сегодня — Архиепархия Кайфэна).
3 декабря 1924 года апостольский викариат Южного Хэнаня был переименован в апостольский викариат Наньяна.
2 марта 1933 года апостольский викариат Наньяна передал часть своей территории новой апостольской префектуре Чжумадяня (сегодня — Епархия Чжумадяня).
11 апреля 1946 года Римский папа Пий XII выпустил буллу Quotidie Nos, которой преобразовал апостольский викариат Наньяна в епархию.

## Ординарии епархии
- епископ Жан-Анри Балдю (2.03.1844 — 1865);
- епископ Мигель Наварро (8.04.1856 — 9.09.1877);
- епископ Симеон Волонтери (1.09.1882 — 21.12.1904);
- епископ Ное Джузеппе Таккони (18.09.1911 — 20.11.1916);
- епископ Фламино Белотти (14.06.1917 — 1937);
- епископ Пьетро Масса (29.03.1938 — 19.02.1978);
  - Sede vacante.

## Источник
- Annuario Pontificio, Libreria Editrice Vaticana, Città del Vaticano, 2003, ISBN 88-209-7422-3
- Булла Quotidie Nos, AAS 38 (1946), стр. 301  (лат.)